# 주찬

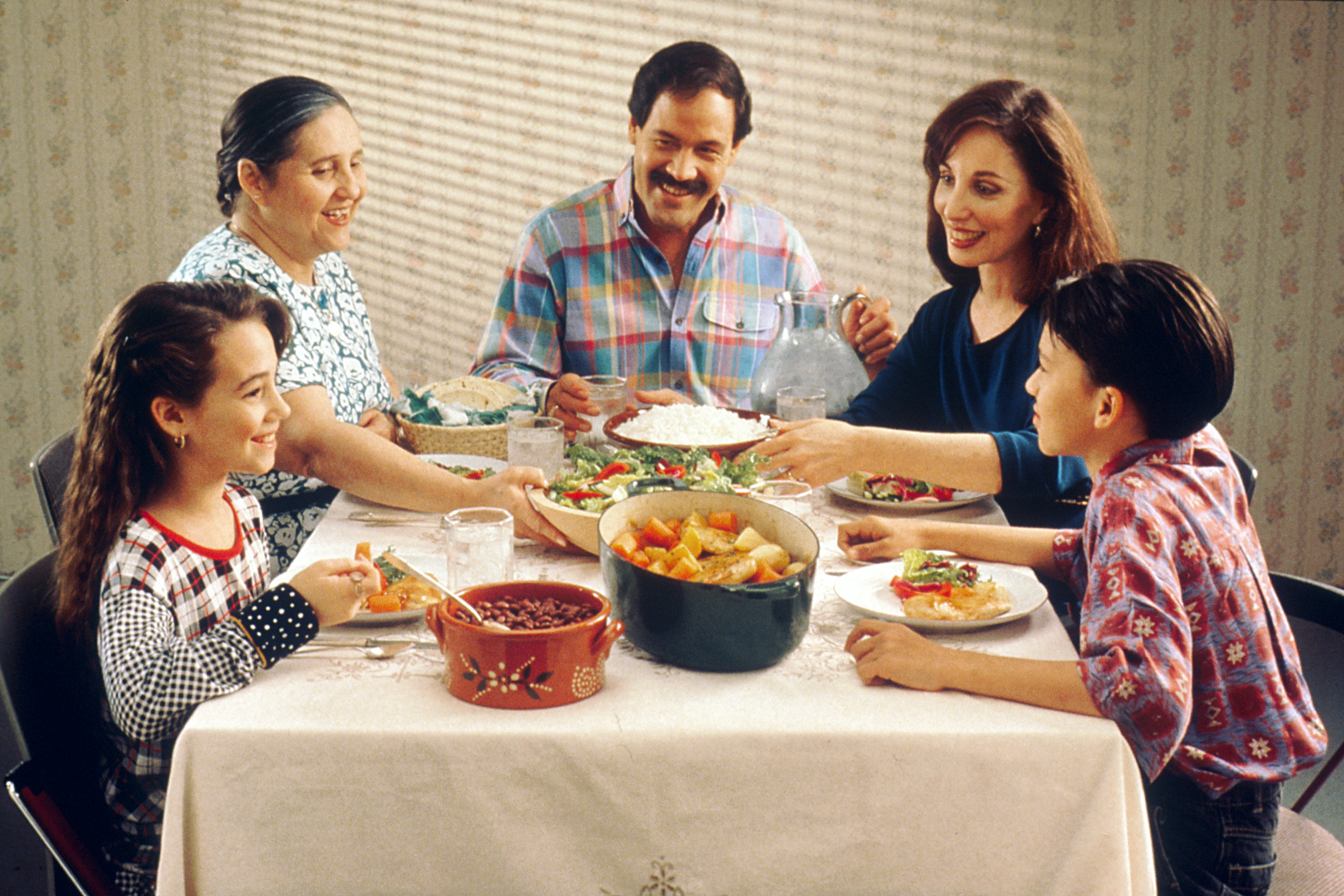
가족 식사

주찬(主餐, 영어: dinner 디너[*])은 가장 주요한 끼니이다. 여러 서유럽 국가에서는 만찬(저녁)이 주찬인 경우가 많으며, 따라서 영어 "디너(dinner)" 등은 주로 저녁 식사를 가리킨다. 남유럽 및 라틴아메리카 국가에는 오찬(점심)이 주찬인 경우가 많다. 한국 등에서는 주찬이 없이 모든 끼니가 골고루 중요하다.

## 갤러리

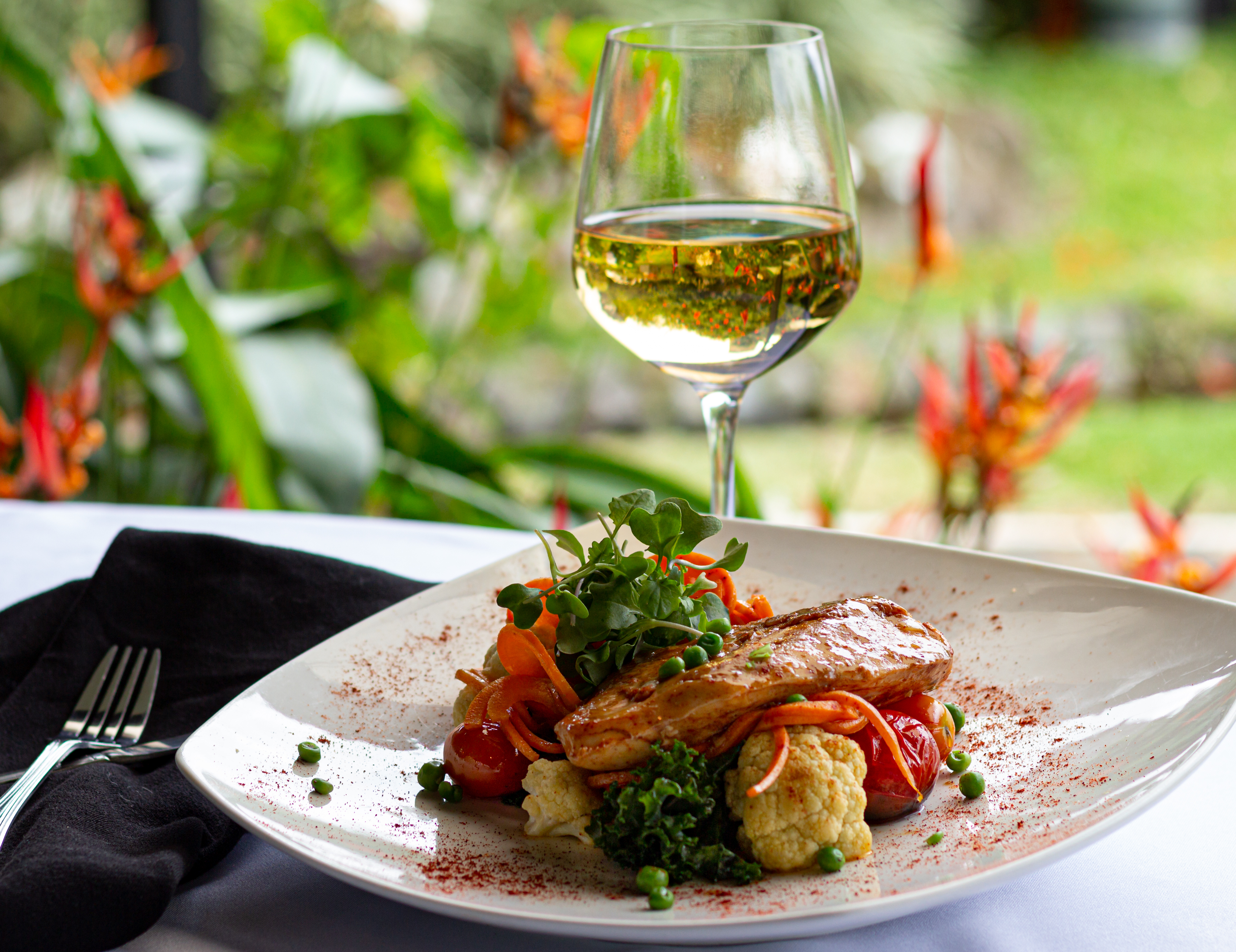
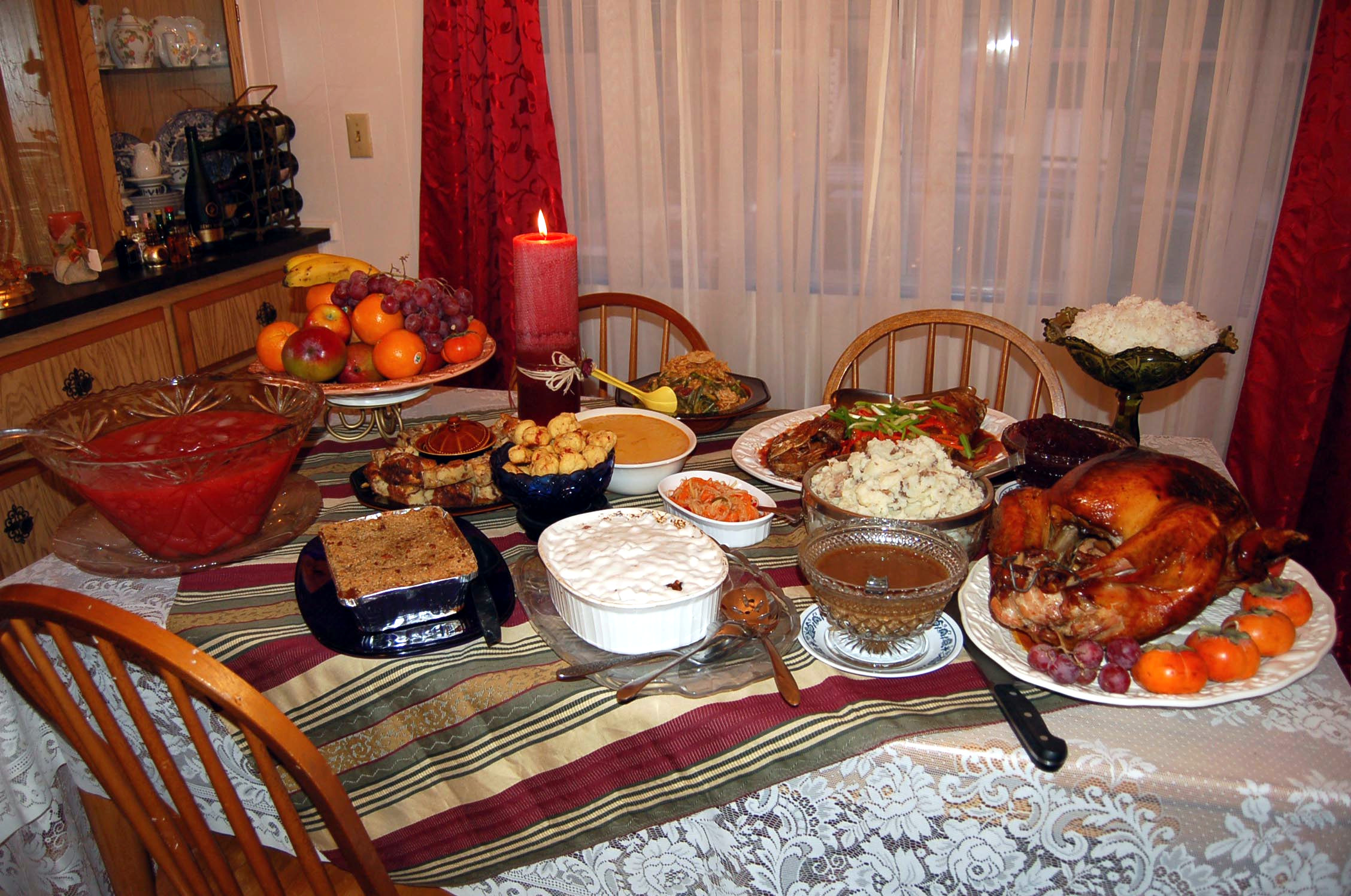
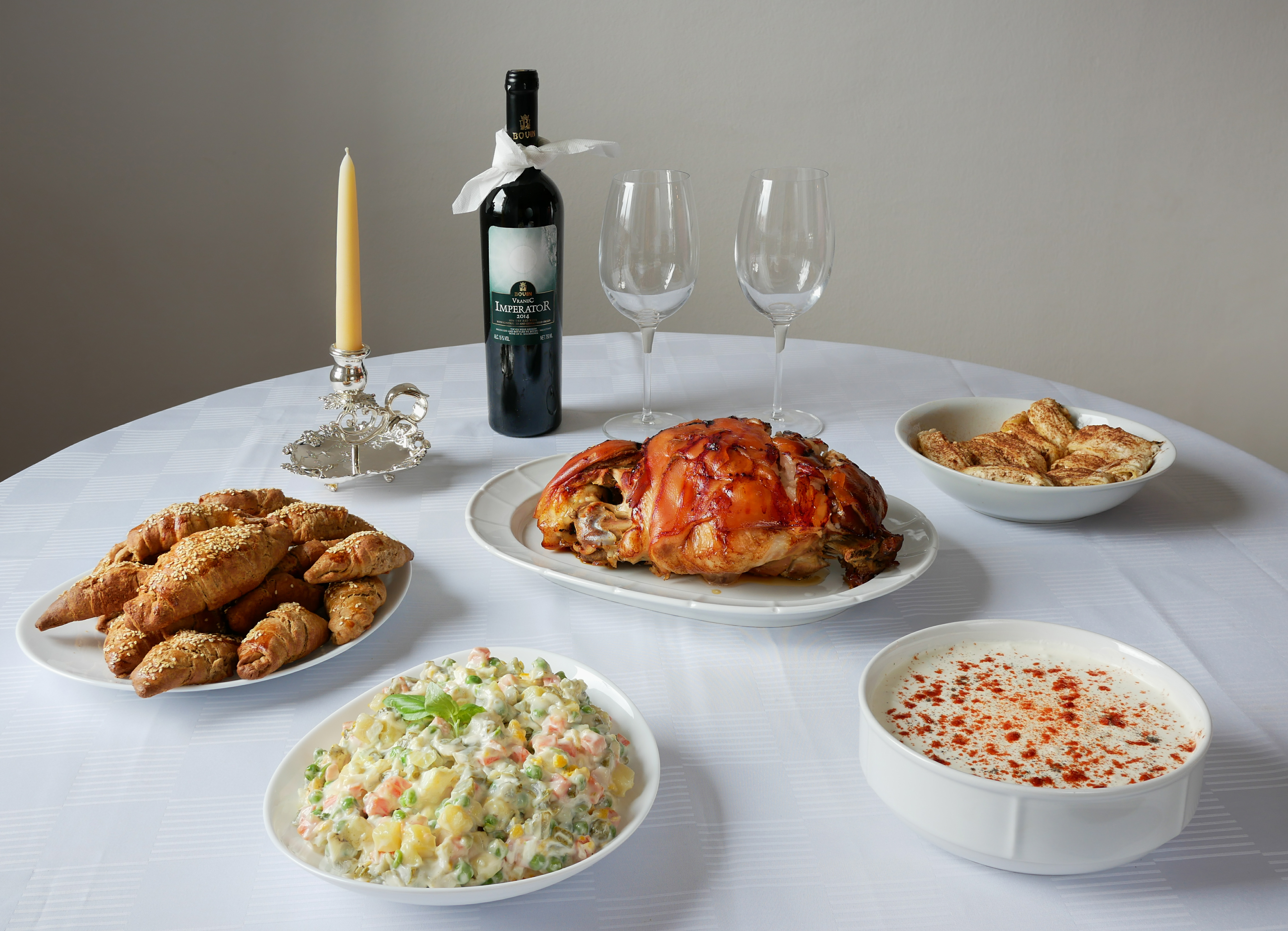
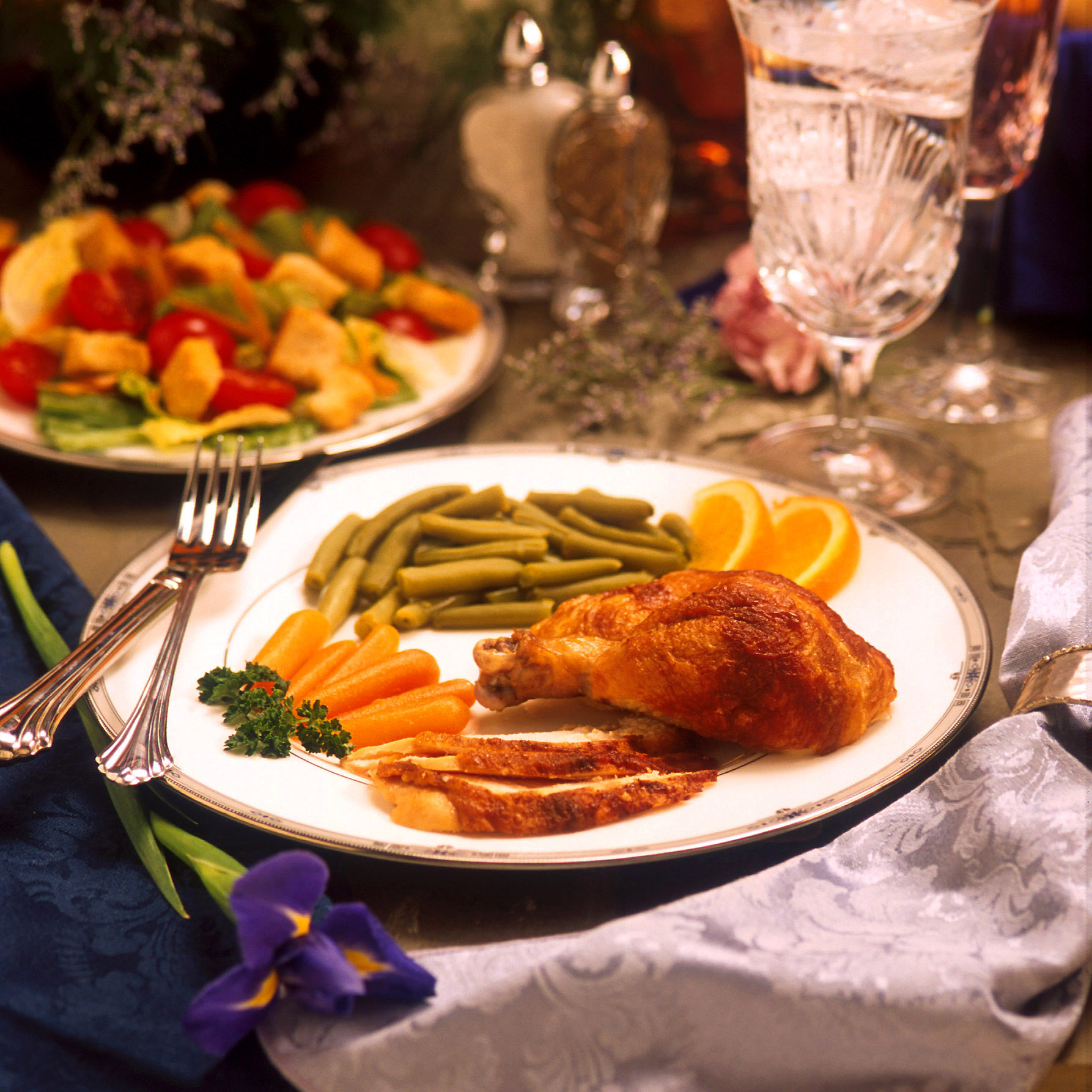
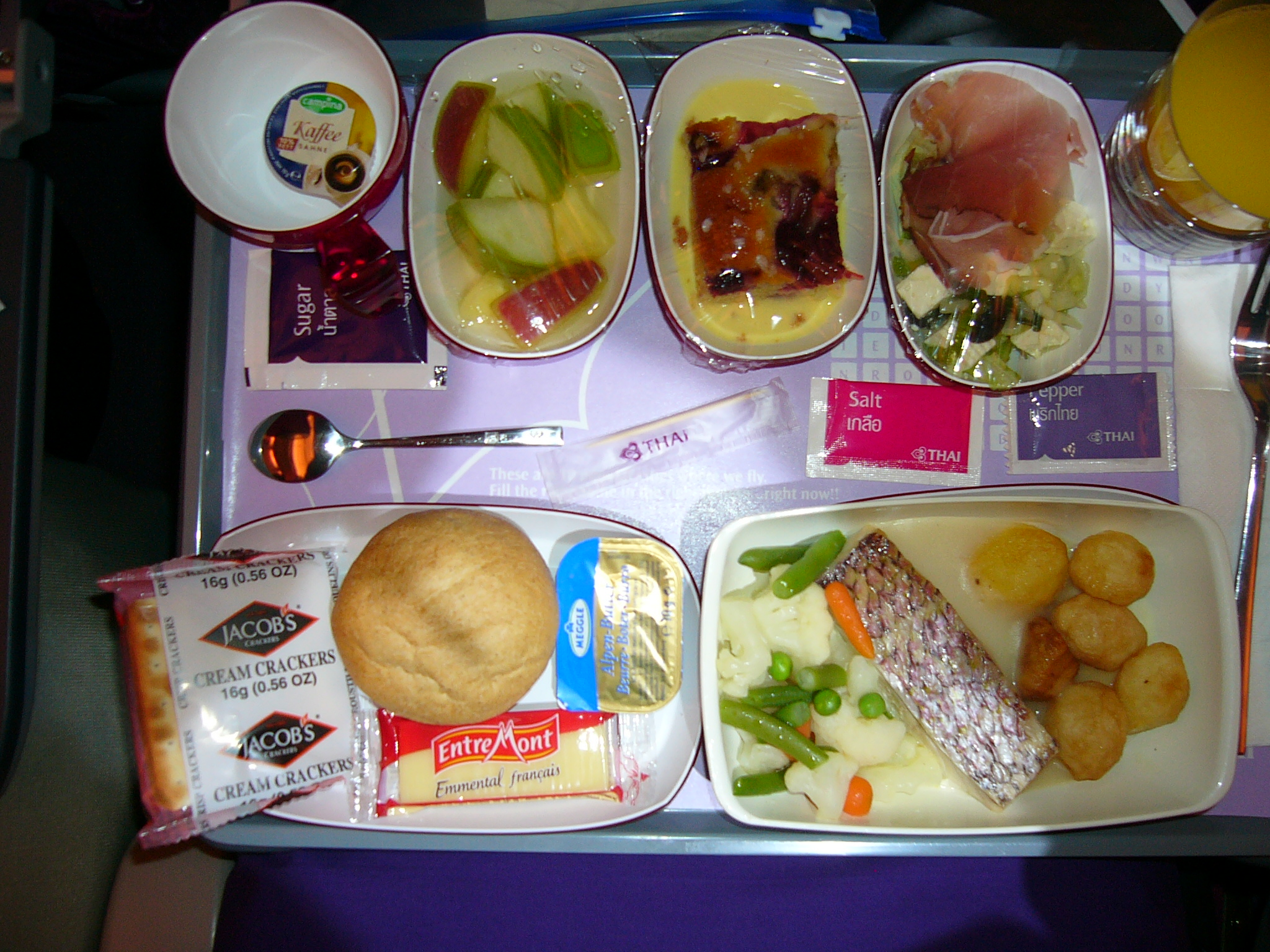
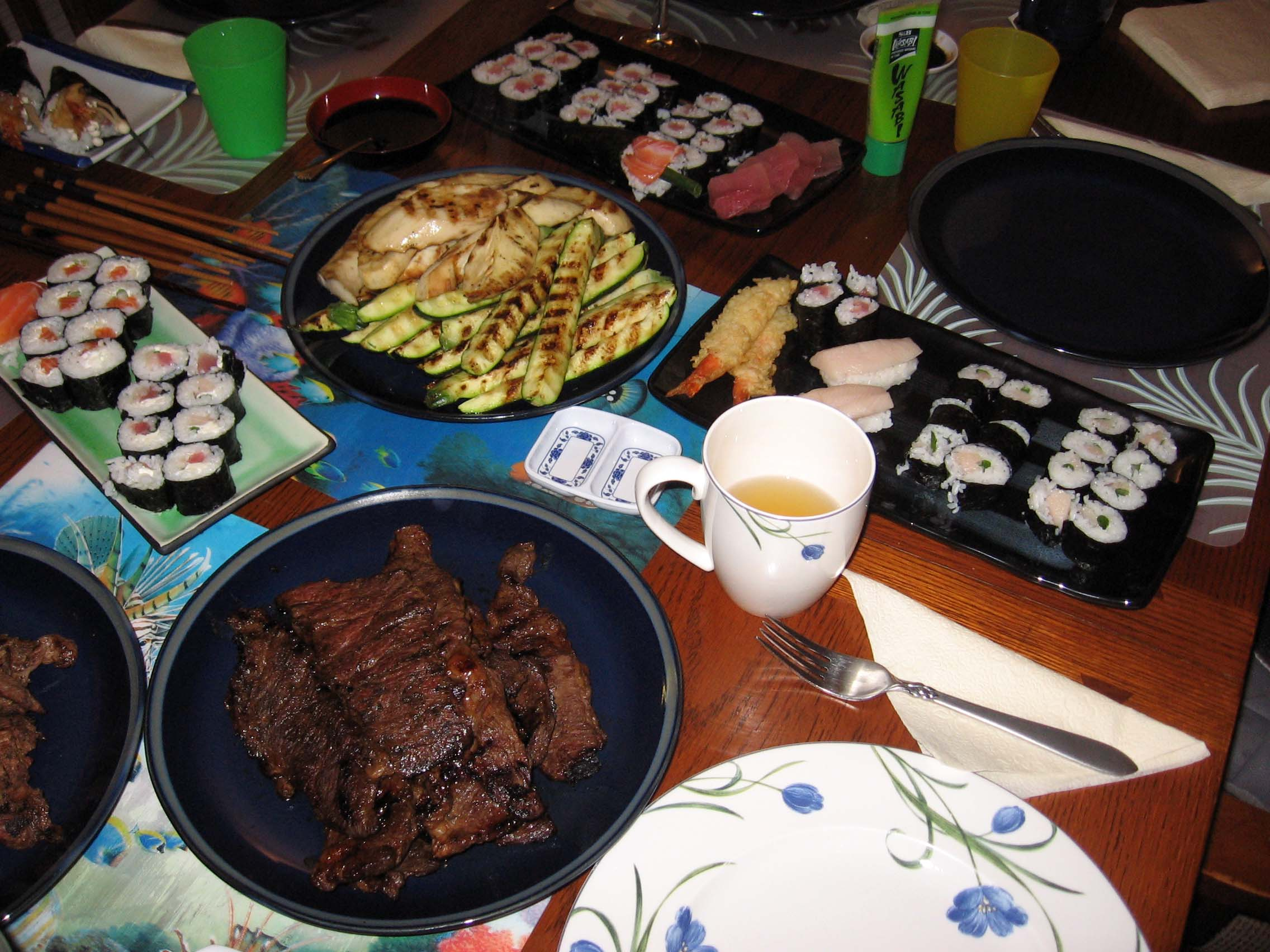
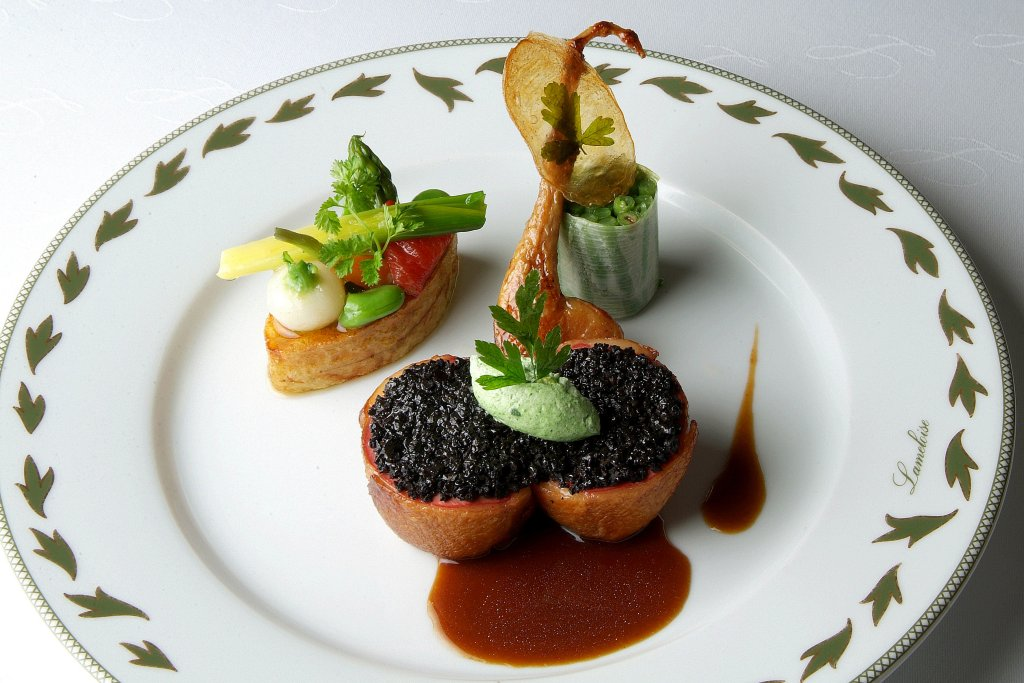
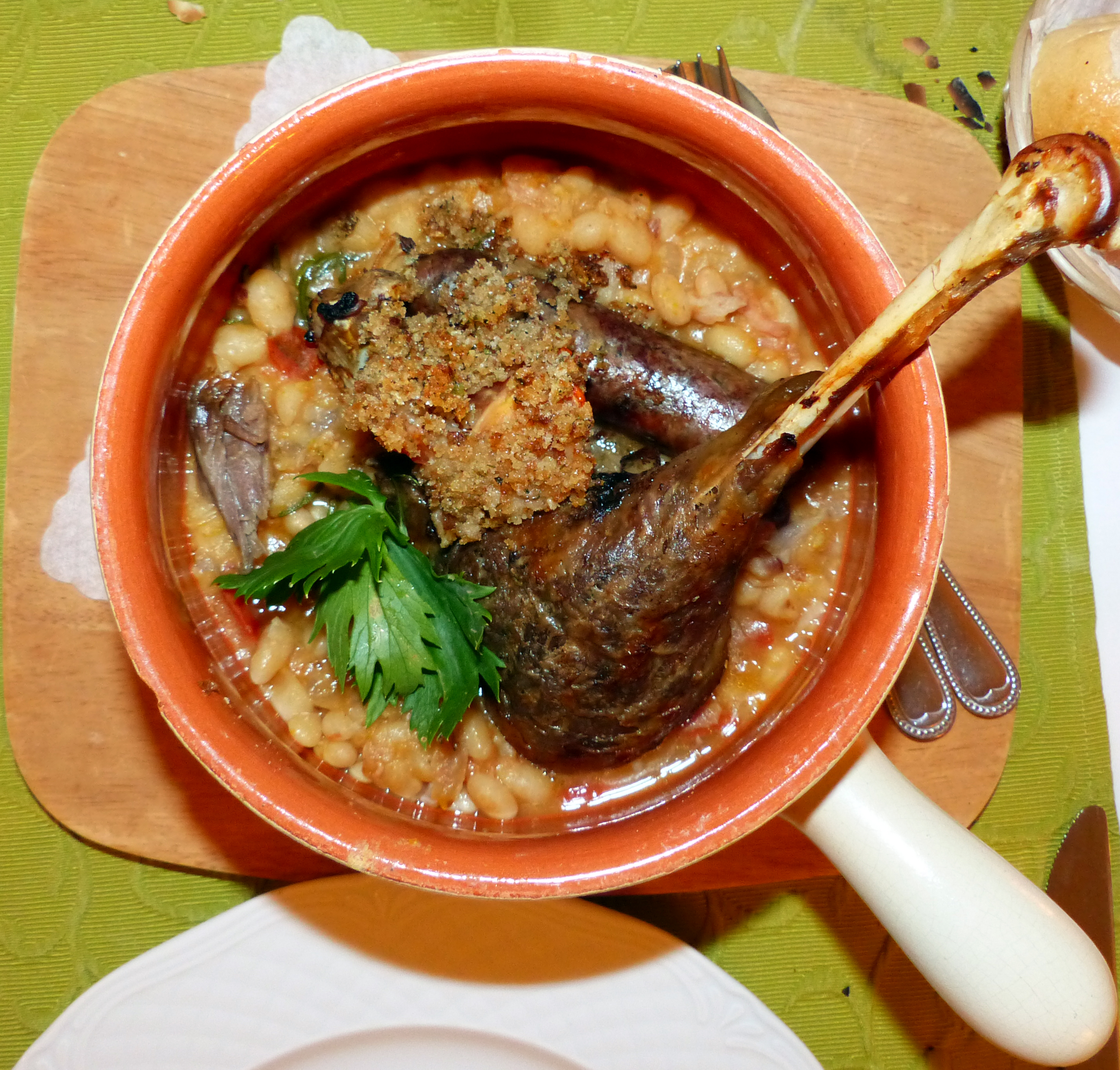
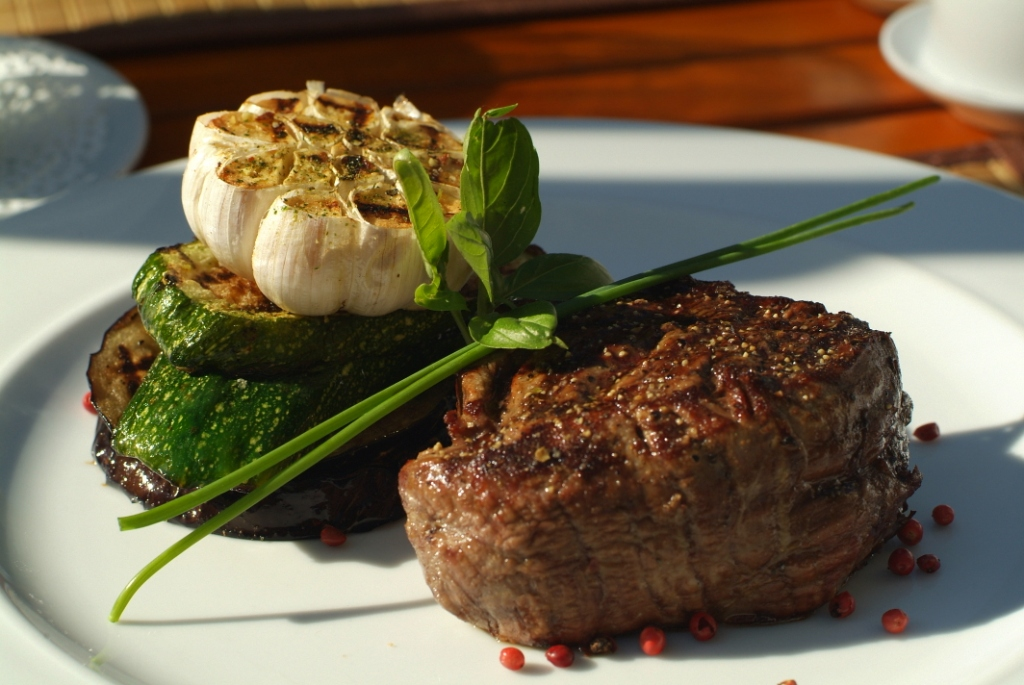
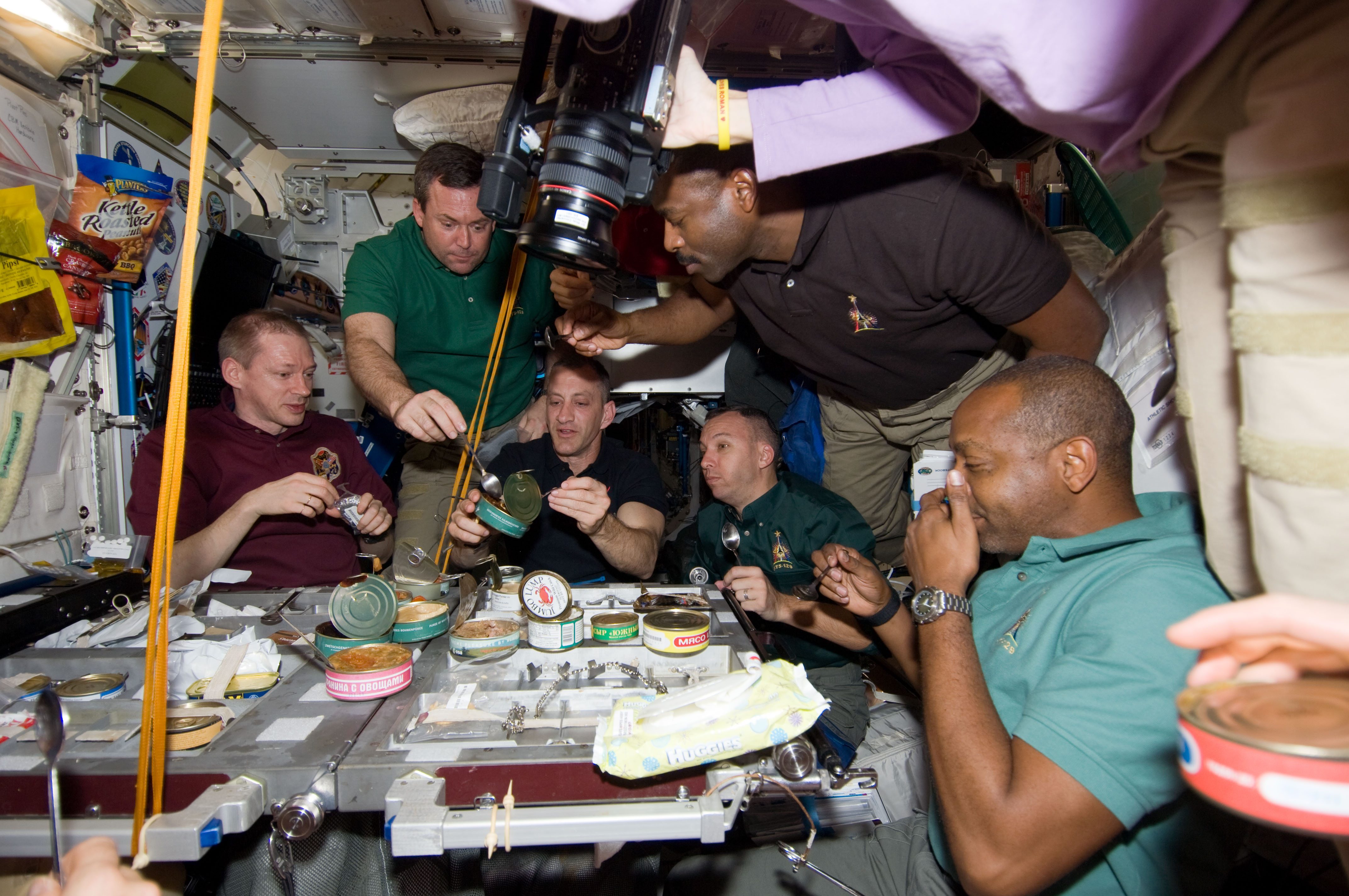

## 같이 보기
- 식사
- 만찬